# STIMDI:s stora pris
STIMDI:s stora pris är ett svenskt pris som delas ut av STIMDI sedan 1997. Det är en hedersutmärkelse som tilldelas en person som "på ett värdefullt sätt bidragit till föreningens syfte, dvs. att befrämja forskningen och utvecklingen inom intresseområdet interaktionsprocessen mellan människa och dator med utgångspunkt från ett tvärvetenskapligt forskningsperspektiv, samt befrämja kontakter mellan forskare och praktiker i Sverige."

## Pristagare
- 1997 – Nils-Erik Gustafsson, ELLEMTEL Utvecklings AB
- 1998 – Yvonne Waern, Tema K/Linköpings Universitet
- 1999 –
- 2000 – Yngve Sundblad, CID/KTH
- 2001 – Jonas Löwgren, Malmö Högskola
- 2002 – Kerstin Severinsson Eklundh, KTH
- 2003
- 2004 –
- 2005 –
- 2006 – Ingrid Domingues (f.d. Ottersten), inUse
- 2007 – Bodil Jönsson, CERTEC/Lunds universitet
- 2008 – Mike Stott, Designhögskolan i Umeå
- 2009 – Erik Markensten, Antrop
- 2010 – Erik Borälv, Vinnova
- 2011 – Kia Höök, Stockholms Universitet
- 2012 – Jan Gulliksen, KTH
- 2013 – Martin Christensen, Crisp
- 2015 – Jonas Söderström, InUse
- 2016 – Per Axbom
- 2021 – Jens Wedin